# ان‌جی‌سی ۲۲۷
ان‌جی‌سی ۲۲۷ (انگلیسی: NGC 227) نام یک کهکشان عدسی در صورت فلکی نهنگ است.